# Gorączka (film 1980)
Gorączka. Dzieje jednego pocisku – polski dramat historyczno-polityczny z 1980 roku, w reżyserii Agnieszki Holland. Pierwowzorem scenariusza do filmu była powieść autorstwa Andrzeja Struga Dzieje jednego pocisku.
Był to przedostatni film Agnieszki Holland zrealizowany w Polsce przed jej emigracją w 1981 roku. Powstał on w atmosferze euforii po podpisaniu porozumień sierpniowych. Zdaniem współczesnych krytyków Holland, która w 1968 roku studiowała w Czechosłowacji i była świadkiem stłumienia Praskiej Wiosny, w tym filmie, a szczególnie w wyraźnie zarysowanych postaciach młodych idealistów, którzy na końcu ponoszą porażkę, ukazała swój sceptycyzm do ogólnonarodowego zapału i wolnościowego porywu.
Na 8. Festiwalu Polskich Filmów Fabularnych w Gdańsku, ostatnim przed wprowadzeniem stanu wojennego, Gorączka zdobyła główną nagrodę – Złote Lwy – oraz dwa wyróżnienia aktorskie.

## Opis fabuły
Akcja rozgrywa się w latach 1905–1907. Film opowiada o konspiracji PPS podczas klęski rewolucji 1905 roku. Film zbudowany jest z płynnie ze sobą połączonych trzech części. Głównymi bohaterami każdej z nich są inne osoby. Pierwszej – zimny i bezwzględny bojownik PPS-u Leon (Olgierd Łukaszewicz) oraz zakochana w nim Kama (Barbara Grabowska), drugiej – naiwny proletariusz Wojtek Kiełza (Adam Ferency), a ostatniej drobny złodziejaszek i anarchista Gryziak (Bogusław Linda). Wszyscy w pewnym momencie przez chwilę stają się właścicielami tytułowego pocisku.
Na zamówienie Organizacji Bojowej PPS „Chemik” (Tadeusz Huk) konstruuje bombę ze specjalnym zapalnikiem, którą odbiera od niego Kama. Chwilę później „Chemik” wraz z matką zostają aresztowani.
Leon, odbity podczas transportu więzień Cytadeli i lider bojówkarzy, przychodzi po pieniądze do dawno niewidzianego ojca (Zbigniew Zapasiewicz), zamożnego pozytywisty, zwolennika ugodowej polityki wobec Rosji. Między mężczyznami wybucha żywa dyskusja ideologiczna. Leon otrzymuje pieniądze, a wychodząc w drzwiach mija się z Generałem-Gubernatorem (Ryszard Sobolewski), zaproszonym przez ojca na wesele jego siostry. Leon oraz zakochana w nim Kama postanawiają zorganizować zamach na Generała-Gubernatora, jednak ten ostatni nie zjawia się na kiermaszu, gdzie się go spodziewano. Przerażony, z obawy przed zasadzką zostaje w swojej rezydencji. Kama nie wytrzymuje napięcia nerwowego, doznaje szoku i trafia do szpitala psychiatrycznego. Tam opiekuje się nią inny bojownik PPS, Kamil (Tomasz Międzik) – jedyny, który nie poddał się rewolucyjnej presji Leona. Kamę odwiedza Leon, który po wyjściu wpada w ręce oficerów Ochrany. Bomba zostaje zdeponowana na wsi.
Mija kilka lat. W PPS-ie, który przetrzebiły aresztowania i wsypy, dokonał się rozłam. Przechowujący pocisk młody proletariusz Wojtek Kiełza przybywa z nim do Warszawy. Nie zważając na ostrzeżenia wuja (Marian Łącz), u którego się zatrzymuje, szuka jakiegoś kontaktu, ale nikt nie chce mu pomóc. W knajpie spotyka Wartkiego (Paweł Nowisz), który podaje się za bojownika, i prowadzi go do „Czarnego” (Krzysztof Zaleski). Obaj okazują się prowokatorami i wydają Wojtka Rosjanom. Kiełza zostaje skazany na śmierć. W areszcie zdradza tajemniczemu anarchiście Gryziakowi, gdzie ukrył bombę. Prosi go również o dostarczenie listu do wuja.
Po wyjściu z więzienia Gryziak odwiedza „Czarnego”, swojego dawnego kompana i dłużnika. Ten opowiada mu o swoim podwójnym życiu – jest szpiegiem Ochrany w PPS-ie. Gryziak zabija go. Od wuja Kiełzy odbiera bombę. Dostaje się z nią do sali pełnej oficerów Ochrany. Rzuca ją, ale pocisk nie wybucha. Gryziak zostaje ciężko pobity. W ostatniej scenie filmu carscy saperzy detonują bombę w wodach Wisły.

## Obsada aktorska
- Barbara Grabowska (Kama)
- Adam Ferency (Wojtek Kiełza)
- Bogusław Linda (Gryziak)
- Olgierd Łukaszewicz (Marek „Leon”)
- Tomasz Międzik (Kamil)
- Aleksy Awdiejew (adiutant gubernatora)
- Wiktor Grotowicz (lokaj gubernatora)
- Tadeusz Huk („Chemik”)
- Michał Juszczakiewicz (Michał Juszczyk, chłopak zabijany przez Kiełzę)
- Krzysztof Kiersznowski (bojowiec)
- Marian Łącz (wuj Kiełzy)
- Paweł Nowisz (prowokator „Wartki”)
- Ryszard Sobolewski (generał-gubernator)
- Michał Tarkowski (lekarz)
- Krzysztof Zaleski (prowokator „Czarny”)
- Zbigniew Zapasiewicz (ojciec Leona)
- Zbigniew Bielski (bojowiec)
- Maciej Borniński (szpicel)
- Zbigniew Kosowski (szpicel)
- Krzysztof Stachowski (szpicel na stacji dzwoniący do naczelnika)
- Grażyna Dyląg (Cecylia, żona Kiełzy)
- Ireneusz Karamon (barman)
- Ryszard Kubiak (skrzypek)
- Zuzanna Łozińska (Cywikowa)
- Zygmunt Malawski (portier w fabryce)
- Wojciech Machnicki (subiekt na wystawie)
- Aleksander Mikołajczak (robotnik przed fabryką)
- Marek Pączek (Walek)
- Izydor Piliszewski (starszy)
- Antoni Pszoniak (aptekarz Kazimierz)
- Maria Robaszkiewicz (gość na wystawie)
- Zbigniew Nawrocki (rewolucjonista)
- Alicja Sobieraj-Staszewska (wujenka Kiełzy)
- Eugeniusz Sobkiewicz (Orawiec)
- Andrzej Schoeneich (łazienny)
- Jerzy Walden (gość na wystawie)
- Grzegorz Wons (oficer żandarmerii detonujący bombę)
- Ewa Worytkiewicz (Weronika, służąca lekarza)
- Stanisław Jaroszyński (mężczyzna w biurze ochrony)
- Stefan Paska (robotnik przed fabryką)

## Zdjęcia
Zdjęcia plenerowe kręcono w następujących lokacjach:
- Łódź (Księży Młyn, ul. Roosevelta, ogród Pałacu Poznańskiego, kościół oo. jezuitów przy ul. Sienkiewicza, teren fabryki F. Ramischa przy ul. Piotrkowskiej 138/140, apteka "Pod Orłem" przy ul. Piotrkowskiej 46, wnętrze budynku przy ul. Narutowicza 68),
- Warszawa (aula Politechniki przy placu Politechniki),
- Biała k. Sulejowa,
- Skierniewice (dworzec kolejowy)[2].

## Nagrody
- 8. FPFF w Gdańsku (1981):
  - Złote Lwy
  - Wyróżnienie za pierwszoplanową rolę męską (Bogusław Linda)
  - Wyróżnienie za pierwszoplanową rolę męską (Krzysztof Zaleski)
  - Nagroda za sceonografię (Andrzej Przedworski)

- 31. MFF w Berlinie (1981):
  - Srebrny Niedźwiedź dla najlepszej aktorki (Barbara Grabowska)